# Lézigné
Lézigné – miejscowość i dawna gmina we Francji, w regionie Kraj Loary, w departamencie Maine i Loara. W 2013 roku populacja ówczesnej gminy wynosiła 787 mieszkańców. 
W dniu 1 stycznia 2019 roku z połączenia dwóch ówczesnych gmin – Huillé oraz Lézigné – powstała nowa gmina Huillé-Lézigné. Siedzibą gminy została miejscowość Lézigné. 